# Künstlerbund Mecklenburg und Vorpommern
Der Künstlerbund Mecklenburg und Vorpommern e. V. ist Mitglied im Bundesverband Bildender Künstlerinnen und Künstler (BBK) und wurde am 23. Juli 1990 gegründet. Er hat seinen Sitz in Schwerin.

## Vereinszweck
Ziel ist es, den Wert der Bildende Kunst im Lande zu steigern. Hierzu werden regional viele verschiedene Aktionen durchgeführt.
Außerdem setzt sich der Künstlerbund für die bildenden Künstlerinnen und Künstler in Mecklenburg-Vorpommern ein.

## Geschichte
Der Verein ging bei Gründung aus den drei Bezirksverbänden des VBK-DDR (Neubrandenburg, Schwerin und Rostock) hervor. Im Jahr 1991 fand die erste Landesschau des Künstlerbundes unter dem Titel 1991 Erste Landesschau des Künstlerbundes MV unter dem Titel Himmel und Erde statt, im Jahr 2000 die erste Serie von Workshops an Schulen Künstler für Schüler. Seit 2008 wird der Aktionstag Kunst heute durchgeführt.

## Regelmäßige Aktionen
Jedes Jahr findet im Sommer die Kunstschau statt. Außerdem werden jährlich die Workshops Künstler für Schüler angeboten sowie der Aktionstag Kunst heute durchgeführt.